# Камынино (Липецкая область)
Камы́нино — деревня Воскресенского сельсовета Данковского района Липецкой области. Возникло, видимо, в конце XVII в. Упоминается в документах 1782 г. Название патронимическое, от человека с фамилией Камынин. Стольник Т. Я. Камынин, занимавшийся межеванием земель в Елецком уезде, упоминается в документах конца XVII в.

## Название
Название патронимическое, от человека с фамилией Камынин. Стольник Т. Я. Камынин, занимавшийся межеванием земель в Елецком уезде, упоминается в документах конца XVII в.

## История
Возникло, видимо, в конце XVII в. Упоминается в документах 1782 г.

## Население
| 2010 |
| ---- |
| 5    |